# 위크엔드 인 파리
《위크엔드 인 파리》(Le Week-End)는 2013년 공개된 영국의 영화이다. 이 작품은 2013년 토론토 국제 영화제 특별 프레젠테이션 부문에서 상영되었다.

## 줄거리
결혼 30주년을 기념하여 파리로 여행을 떠난 중년 부부 닉과 멕은 도착하자마자 숙소 문제로 갈등을 겪고, 더 비싼 호텔에 머무르게 된다. 여행 내내 두 사람은 서로에 대한 불만과 권태를 드러내며 관계가 위태롭다. 닉은 직장에서 조기 은퇴를 권유받고, 멕은 새로운 삶을 위해 닉과의 관계를 끝낼 생각을 하고 있었다. 우연히 대학 동창이자 성공한 작가인 모건을 만나면서 두 사람의 초라한 현실과 대조되며 더욱 감정의 골이 깊어진다.
어느 날, 멕은 레스토랑에서 계산을 하지 않고 몰래 빠져나오는 대담한 행동을 하고, 이후 모건의 파티에서 다른 남자와 만날 계획을 닉에게 밝힌다. 닉은 파티 석상에서 자신의 실패한 삶과 아내의 외도 계획을 폭로하고, 멕 또한 남편과의 통화가 마치 애인과의 통화처럼 들렸다는 친구의 이야기를 꺼내며 감정적인 균열을 드러낸다. 파티 후, 두 사람은 팔짱을 끼고 함께 떠나지만, 다음날 아들의 연락으로 다시 한번 현실에 직면한다.
호텔 숙박비조차 감당하지 못하게 된 닉과 멕은 모건에게 도움을 요청하고, 모건은 그들에게 연민과 함께 도움의 손길을 내민다. 영화는 카페에서 흘러나오는 익숙한 음악에 맞춰 닉과 멕이 춤을 추고, 모건이 함께하면서 프랑스 영화의 한 장면을 재현하며 마무리된다. 이 장면은 불안정했던 부부의 관계가 다시 한번 회복될 수 있을지, 모호한 희망을 암시한다.

## 출연

### 주연
- 짐 브로드벤트
- 린제이 던칸

### 조연
- 제프 골드브럼
- 올리 알렉산더
- 자비에 드 길본
- 브라이스 보지어
- 리 미켈센
- 쥐디트 다비스

## 기타
- 공동제작: 버트랜드 페이브리
- 라인프로듀서: 로자 로메로
- 조감독: 발레리 아라구에즈
- 미술: 엠마뉴엘 듀플레
- 시각효과: 아담 개스코인
- 분장: 카렌 하틀리
- 프로덕션매니저: 루이즈 시무어